# Bill Newton Dunn

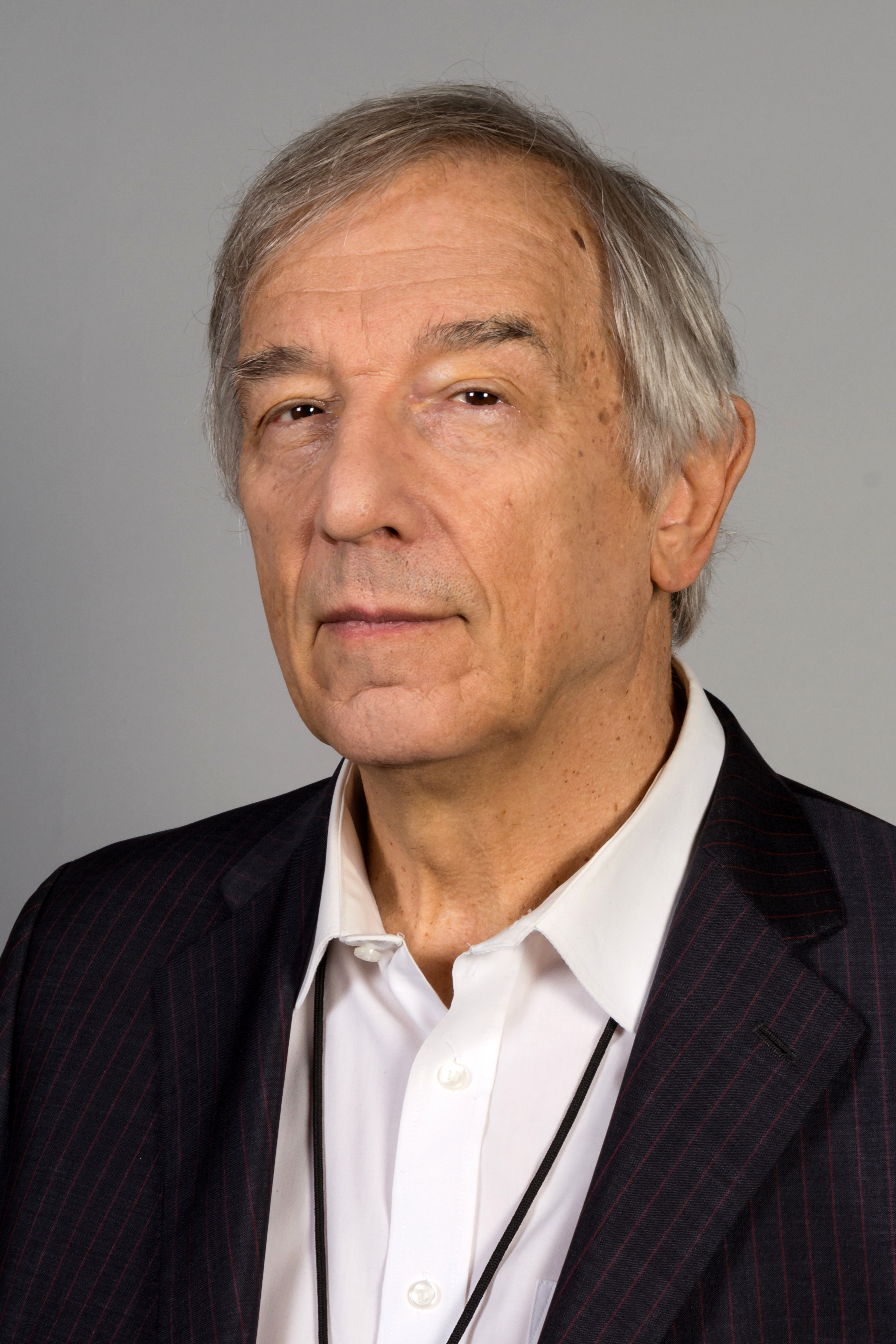
Bill Newton Dunn 2014

Bill Newton Dunn (* 3. Oktober 1941 in Greywell, Hampshire) ist ein britischer Politiker der Liberal Democrats.

## Leben
Von 1955 bis 1959 besuchte Dunn das Marlborough College in Wiltshire. Dunn studierte Physik und Chemie am Gonville and Caius College und trat der Conservative Party als Mitglied bei. Nach dem Ende seines Studiums war Dunn in der Industrie tätig. Dunn war vom 7. Juni 1979 bis 9. Juni 1994 und wiederum seit 1. Mai 1999 konservativer Abgeordneter des Europäischen Parlaments. 2000 wechselte Dunn als Mitglied zu den Liberal Democrats, da ihm die britischen Konservativen zu europakritisch wurden. Dunn ist verheiratet und hat drei Kinder. Er wohnt in Navenby und in London.